# Sorkheh Mīsheh
Sorkheh Mīsheh (persiska: سرخه میشه, سُرخِه مِشِه, سُرخ ميشِه) är en ort i Iran.   Den ligger i provinsen Zanjan, i den nordvästra delen av landet, 290 km nordväst om huvudstaden Teheran. Sorkheh Mīsheh ligger 1 363 meter över havet och antalet invånare är 343.
Terrängen runt Sorkheh Mīsheh är kuperad åt nordost, men åt sydväst är den bergig.Runt Sorkheh Mīsheh är det ganska glesbefolkat, med 47 invånare per kvadratkilometer. Närmaste större samhälle är Chavarzaq, 11,1 km öster om Sorkheh Mīsheh. Trakten runt Sorkheh Mīsheh består i huvudsak av gräsmarker.